# アディカデエ
アディカデエ (Adhi'adeye, Ade Adeeye, Somali: Adhi Cadeeye, Adhicadeye) はソマリランドのスール地域の町。スール地域では珍しく住民はハウィエ氏族が主体。2007年までは付近のラス・アノドと共にプントランドの影響下にあったが、2007年以後は前線が東部に移ってソマリランドの支配下となった。しかし、その後に地元氏族同士の戦闘が発生し、2020年まで治安は安定しなかった。

## 人口動態
ハウィエのハバル・ギディル支族のFiqi-shiniが主体。

## 歴史
2003年頃まで、スール地域の行政中心都市ラス・アノドはプントランドの影響下にあり、スール地域はアディカデエを含めて基本的には親プントランド側の勢力だった。ところが2004年にソマリア暫定連邦政府（TFG）が発足すると、プントランドはTFGへの参加を表明し、ソマリアの首都モガディシュに軍を派遣してスール地域の守りが手薄になった。また、プントランド軍や政府関係者に給与の遅配が続き、彼らの忠誠心が薄らいでいった。
2007年7月、スール地域のデュルバハンテ氏族の有力者、アフマド・アブディ・ハブサデがプントランドの長官職を解任されると、ハブサデはスール地域の行政中心都市ラス・アノドのプントランドからの離脱を宣言。だしこの時点ではラス・アノドにもプントランド軍が駐留していた。
2007年9月30日、アディカデエにいた親ソマリランド派の民兵が、ラスアノド市内のプントランド軍と戦闘を開始した。10月15日にはソマリランド本軍がラス・アノドを占拠した。以後はソマリランド軍とプントランド軍は、ラス・アノドとトゥカラクの間で対峙することとなった。
2014年10月、デュルバハンテ氏族のCilmi Naaleeye支族がアディカデエで氏族会議を開催した。
2015年1月、アディカデエの住民が平和を訴えるデモ行進を行った。
2015年6月、アディカデエで住民の子供数名がハイエナに襲われて死亡する事件が続発し、退治しようとした成人数人がけがをした。
2016年5月、アディカデエでMustafe Maxamuud AwseedがFiqi-shini氏族のスルターンに就任した。
2016年6月、アディカデエで400人以上の代表が集まり、ソマリランド選挙への有権者登録プロセスへの参加などが話し合われた。
2016年7月、ソマリランド大統領のアフメッド・シランヨは、アディカデエを「地区」に昇格すると発表した。
2016年8月、ソマリランドのシランヨ大統領は、アディカデエを訪れて地元の役人と会談。
2017年3月、タレー地区の長老が、ソマリランド政権がアディカデエ会議の約束を守らなかったとして非難した。
2017年6月、ソマリランド内務長官率いる代表団がアディカデエを訪問。
2019年6月、ソマリランド保健省のコーディネーターがアディカデエを含むスール地域各地を訪れ、薬を配布し、薬の使い方について指導した。
2020年7月26日、氏族同士の紛争が再び起こったため、ソマリランド軍が介入。ただし両氏族共に軍に非協力的。8月5日、スール地域の長官がJidbaaleとアディカデエを訪問し、Cilmi Naalaye氏族とFiqishini氏族との和平への取り組みについて地元長老や知識人と会談した。ところが8月17日、アディカデエで民兵同士の戦闘が起こり、4人が死亡、ソマリランド軍が一時撤退した。
2020年11月、ソマリランド閣僚などが参加して、アディカデエで対立する2部族の和平合意が成立。12月には賠償などの協議も終わり、四半世紀にわたった争いが終結した。